# Clément Ader
Clément Ader (2. travnja 1841. – 3. svibnja 1925.), francuski vojni elektroinženjer. 
Napustio vojnu karijeru i bavio se mikrofonijom da bi došao do sredstava za ostvarenje svojih ideja o letenju. Poslije pokušaja između 1882. – 1889., izradio je avion Éole u obliku šišmiša, kojim je 9. listopada 1890. preletio oko 50 m. Poslije toga konstruirao je zrakoplov težak oko 400 kg, s dva parna stroja po 20 KS i dva četvorokraka propelera, i nazvao ga je Avion N°3. Na njemu je pred specijalnom vojnom komisijom 14. listopada 1897., preletio 300 m.
Doprinjeo je razvoju zrakoplovstva te je zbog toga dobio naziv, otac zrakoplovstva. Ostavio je više djela o vojnom zrakoplovstvu, a najpoznatija su: La première ètape de'l aviation militaire en France, Paris, 1907., Avionnerie militaire, Paris, 1913.